# Edvard Munch

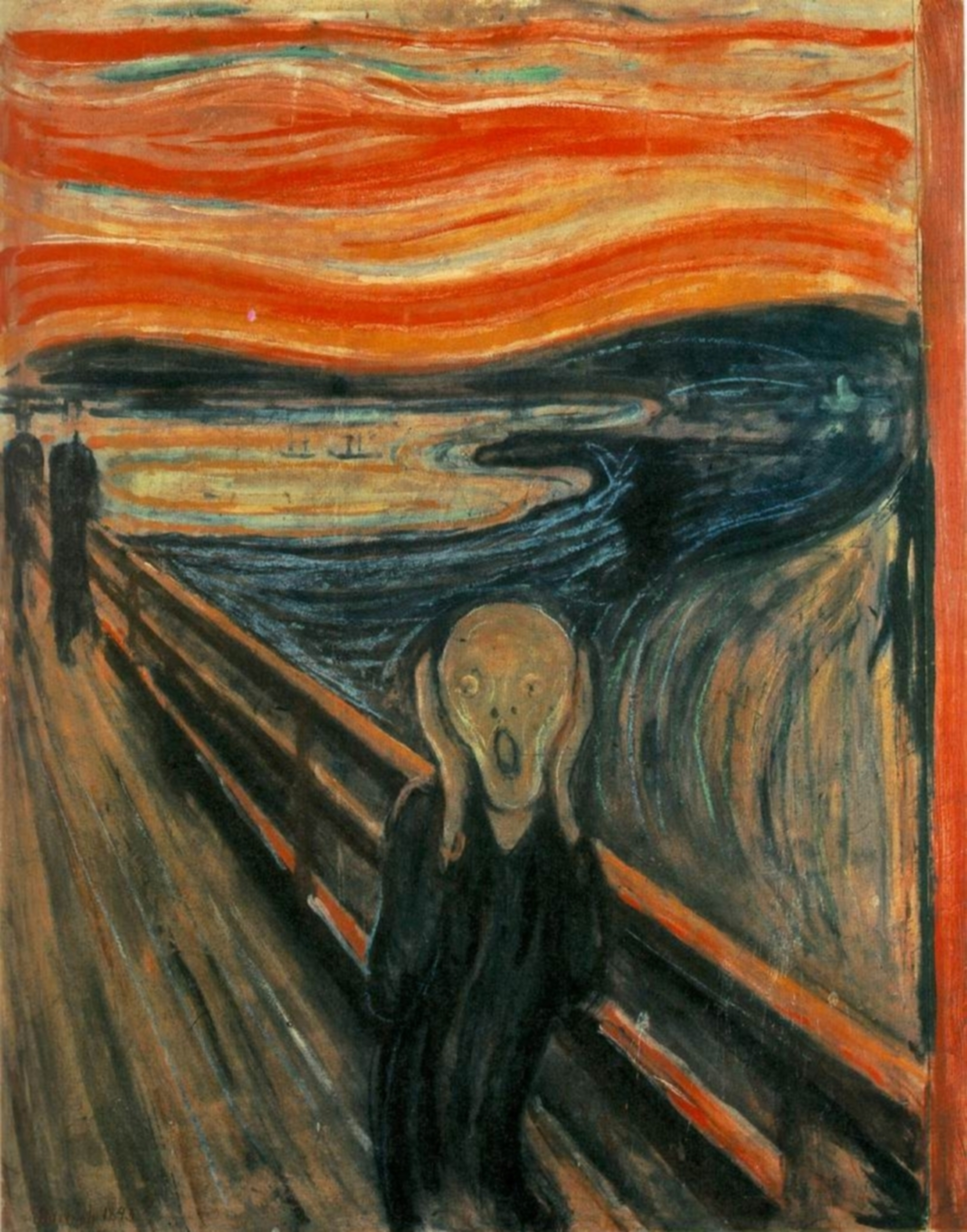
Krzyk, 1893

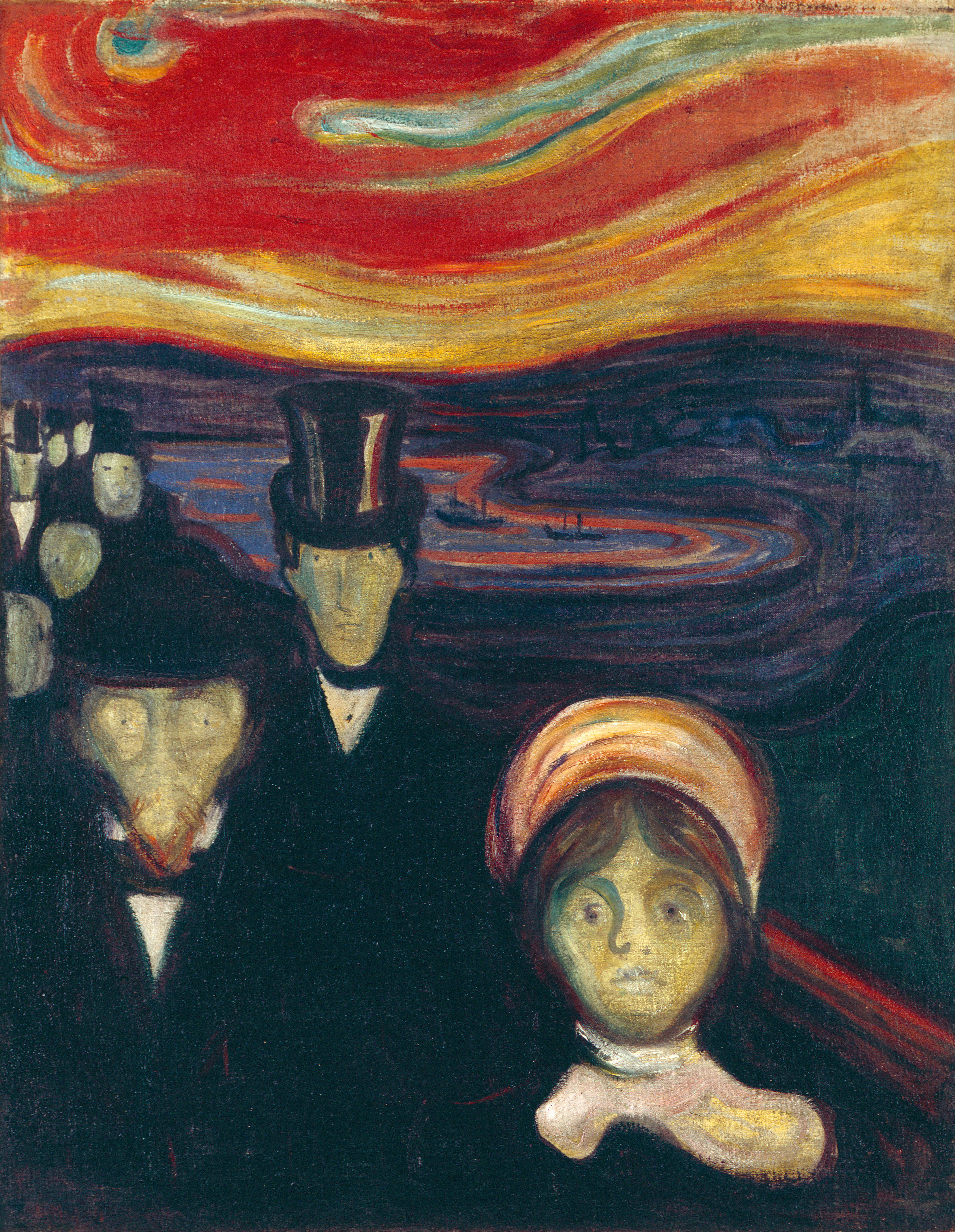
Niepokój, 1894

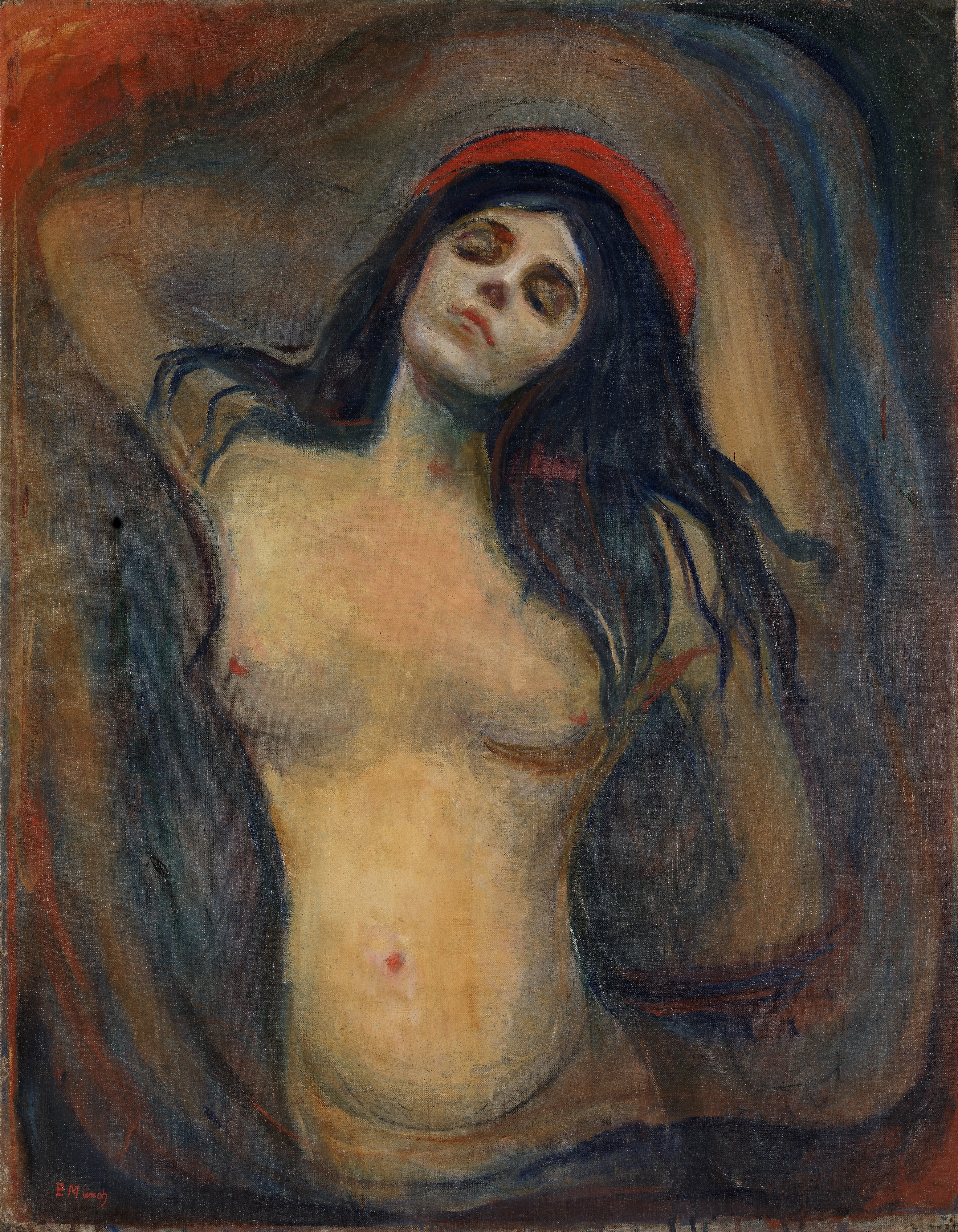
Madonna, 1894–1895

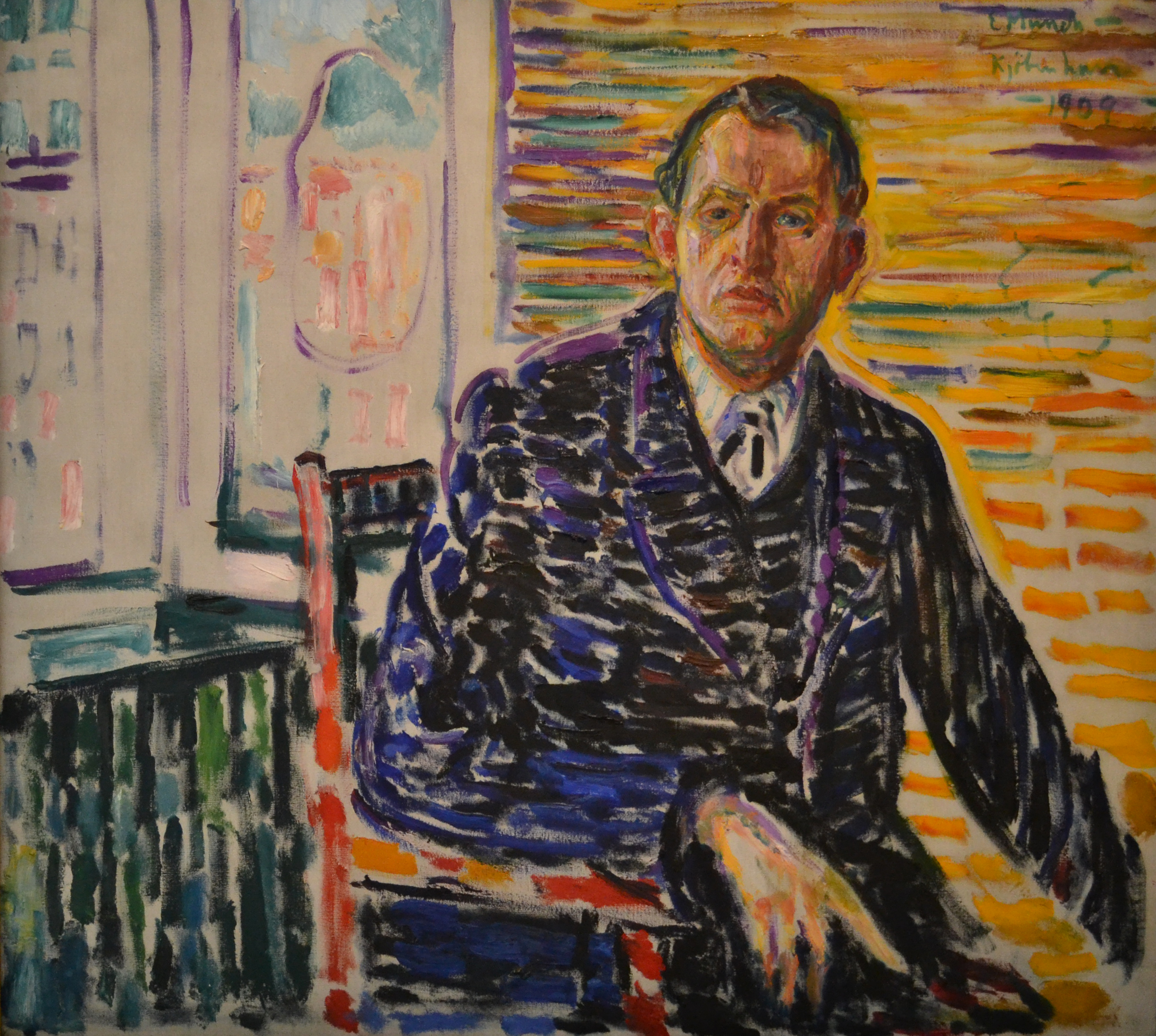
Autoportret w klinice, 1909

Edvard Munch (wym. [ˈɛdʋɑʀd ˈmuŋk]; ur. 12 grudnia 1863 w Løten, zm. 23 stycznia 1944 w Aker, ob. część Oslo) – norweski malarz i grafik uznawany za jednego z prekursorów ekspresjonizmu. Jego najbardziej rozpoznawanym dziełem jest Krzyk z 1893 roku.

## Życiorys
Edvard Munch urodził się jako drugie dziecko lekarza wojskowego Christiana Muncha i Laury Bjølsen. Matka Muncha zmarła na gruźlicę, kiedy jej syn był jeszcze dzieckiem. Kilka lat później ta sama choroba zabrała starszą siostrę – Johanne Sophie. Zetknięcie się ze śmiercią bliskich zaważyło na rozwoju duchowym i artystycznym malarza. Motyw śmierci jest bardzo częsty w twórczości tego artysty.
Rysunku i malarstwa uczył się początkowo w Kristianii (dawna nazwa Oslo). Dzięki stypendium studiował przez trzy lata (1889-1892) w Paryżu, gdzie uległ wpływom malarstwa postimpresjonistycznego. Po powrocie z Paryża wystawił swoje prace w Kristianii, wywołując nimi ogromne zainteresowanie norweskiego malarza mieszkającego w Niemczech Adelsteena Normanna. Zaproszony przez niego do Berlina w 1892 ze swoimi obrazami stał się przyczyną skandalu artystycznego.
W Berlinie nawiązał kontakt z tamtejszą cyganerią. Przyjaźnił się ze Stanisławem Przybyszewskim, jego żoną Dagny Juel Przybyszewską, Augustem Strindbergiem i innymi artystami z kręgu winiarni Zum Schwarzen Ferkel.
Wiele lat spędził w Niemczech (w Berlinie), Francji i Włoszech. Był związany z symbolistami i szkołą z Pont-Aven. Wiele lat walczył z alkoholizmem i zaburzeniami nerwowymi. Po ciężkiej chorobie nerwowej, z której leczył się w klinice dla nerwowo chorych w Kopenhadze nowoczesną metodą „elektryfikacji” (nie mylić z terapią elektrowstrząsową), osiadł w Norwegii. Tworzył symboliczne kompozycje figuralne, dając w nich w ekspresyjny sposób wyraz obsesjom erotycznym, uczuciom samotności, przygnębienia, lęku przed chorobą i śmiercią.
Zmarł w Norwegii w styczniu 1944 roku.

## Twórczość
Edvard Munch był pod wieloma względami artystą-nowatorem, zwłaszcza w dziedzinie grafiki, której technikę znacznie rozwinął. Jako pierwszy zastosował na szeroką skalę grafikę barwną.
Styl artysty:
- silny kontur,
- płynna secesyjna linia,
- zróżnicowany koloryt,
- po 1909 rozjaśnił paletę
- ekspresja

Twórczość Muncha oddziaływała bardzo silnie na malarstwo europejskie początku XX wieku, będąc jednym z głównych źródeł ekspresjonizmu. W Polsce wpływ Muncha w sztuce Młodej Polski zaznaczył się dzięki Przybyszewskiemu – wpływ Muncha widać zwłaszcza w malarstwie Wojciecha Weissa.

## Dzieła (chronologicznie)
- Det syke barn (Chore dziecko), kilka wersji począwszy od 1886
- Døden i sykeværelset (Śmierć w pokoju chorego), 1893
- Skrik (Krzyk), kilka wersji począwszy od 1893
- Sjalusi (Zazdrość), 1890
- Madonna, kilka wersji począwszy od 1893/1894
- Vampyr (Wampir), 1893/1894
- Kyss (Pocałunek), 1897
- Pikene på broen (Dziewczęta na moście), 1901
- Selvportret ved vinflasken (Autoportret z butelką wina), 1906
- Stjernenatt (Gwiaździsta noc), 1923/1924
- cykl obrazów Livsfrisen (Fryz życia)

## Biografia (wybrane daty)
- 1863 Munch przyszedł na świat 12 grudnia w Løten, w prowincji Hedmark.
- 1868 Matka artysty umarła na gruźlicę.
- 1877 Siostra Johanne Sofie umarła na gruźlicę w wieku 15 lat.
- 1881 Munch rozpoczął naukę w Den Kongelige Tegneskole (Królewskiej Szkole Rysunku) w Kristianii
- 1884 Nawiązuje znajomość z Hansem Jægerem, przywódcą bohemy kristiańskiej
- 1885 Wystawia jeden obraz w pawilonie norweskim na Wystawie Światowej w Antwerpii. Pierwszy pobyt w Paryżu.
- 1886 Wystawia cztery obrazy na wystawie jesiennej w Kristianii, m.in. Det syke barn (Chore dziecko), wywołując oburzenie publiczności i krytyków.
- 1889 Pierwsza samodzielna wystawa. Munch otrzymuje stypendium państwowe i wyjeżdża na studia do Paryża. Rozpoczyna naukę w atelier Léona Bonnata. Umiera ojciec Muncha.
- 1890–1892 Kolejne pobyty w Paryżu, wyjazd do Nicei. Miesiące letnie Munch spędza w Åsgårdstrand.
- 1892 Kolejna wystawa w Kristianii, zaproszenie do Berlina. Munch wystawia swoje prace w Verein Berliner Künstler. Po tygodniu wystawa zostaje zamknięta z powodu protestów.
- 1893 W Berlinie Munch nawiązuje znajomość z artystami z kręgu winiarni Zum Schwarzen Ferkel. Pierwsze prace nad cyklem Livsfrisen (Fryz życia). Powstają Skrik (Krzyk) i Madonna.
- 1894 Munch rozpoczyna eksperymenty z grafiką.
- 1895-1898 Mieszka i pracuje w Berlinie i Paryżu.
- 1898-1902 Burzliwy romans z Tullą Larsen, zakończony kłótnią w Åsgårdstrand, w czasie której Munch zostaje postrzelony w lewą rękę. Ucieka z Norwegii.
- 1903 Mieszka i pracuje w Berlinie, Paryżu i Lubece. Zostaje członkiem Société des Artistes Indépendants (Salonu Niezależnych). W Warszawie odbywa się pierwsza w Polsce wystawa jego grafik w Salonie Krywulta.
- 1905 Rozpoczyna wielomiesięczną walkę z chorobą nerwową i alkoholizmem.
- 1906 Przygotowuje dekoracje do Upiorów i Heddy Gabler Henryka Ibsena dla zespołu Maxa Reinhardta w Deutsches Theater.
- 1907–1908 Mieszka i pracuje w Berlinie. Wakacje spędza w Warnemünde nad Bałtykiem, malując na plaży nudystów. Jesienią 1908 przeżywa załamanie nerwowe i rozpoczyna leczenie w klinice doktora Jacobsona w Kopenhadze. Otrzymuje Królewski Order Św. Olafa.
- 1909 Wiosną powraca do Norwegii. Rozpoczyna pracę nad projektem obrazów do Auli Uniwersyteckiej w Kristianii.
- 1912 W Kolonii wystawia swoje prace obok obrazów takich artystów jak Paul Cézanne, Paul Gauguin i Vincent van Gogh.
- 1914 Uniwersytet w Kristianii zleca Munchowi namalowanie obrazów do Auli.
- 1916 Kupuje posiadłość Ekely na przedmieściach Kristianii.
- 1918–1919 Wydaje książeczkę Livsfrisen w związku ze swoją kolejną wystawą w Kristianii. Zapada na hiszpańską grypę.
- 1922 Przygotowuje obrazy ozdabiające fabrykę czekolady Freia w Kristianii.
- 1928 Przygotowuje projekty malowideł do ratusza w Oslo.
- 1929 Buduje w Ekely zimowe atelier.
- 1930-1931 Zapada na chorobę oczu.
- 1933 Otrzymuje Wielki Krzyż Orderu Św. Olafa
- 1944 Umiera w Aker 23 stycznia. W testamencie zapisuje wszystkie swoje dzieła miastu Oslo.
- 1963 Zostaje otwarte Muzeum Muncha w Oslo.

## Munch na rynku sztuki
2 maja 2012 r. dom aukcyjny Sotheby’s sprzedał obraz Krzyk za 119 922 500 dolarów. Sprzedawcą był Petter Olsen, norweski biznesmen, którego ojciec był sąsiadem i przyjacielem Muncha. Nabywcą był amerykański biznesmen Leon Black.